# Веартаун (Нью-Джерсі)
Веартаун (англ. Waretown) — переписна місцевість (CDP) в США, в окрузі Оушен штату Нью-Джерсі. Населення — 1483 особи (2020).

## Географія
Веартаун розташований за координатами 39°47′23″ пн. ш. 74°11′36″ зх. д. / 39.78972° пн. ш. 74.19333° зх. д. (39.789812, -74.193275).  За даними Бюро перепису населення США в 2010 році переписна місцевість мала площу 2,39 км², з яких 2,33 км² — суходіл та 0,07 км² — водойми.

## Демографія
Згідно з переписом 2010 року, у переписній місцевості мешкало 1569 осіб у 644 домогосподарствах у складі 458 родин. Густота населення становила 655 осіб/км².  Було 836 помешкань (349/км²).
Расовий склад населення:
| - 97,8 % — білих - 0,5 % — азіатів - 0,4 % — чорних або афроамериканців - 0,1 % — вихідців з тихоокеанських островів |

До двох чи більше рас належало 1,0 %. Частка іспаномовних становила 2,4 % від усіх жителів.
За віковим діапазоном населення розподілялося таким чином: 17,7 % — особи молодші 18 років, 62,7 % — особи у віці 18—64 років, 19,6 % — особи у віці 65 років та старші. Медіана віку мешканця становила 45,4 року. На 100 осіб жіночої статі у переписній місцевості припадало 98,9 чоловіків;  на 100 жінок у віці від 18 років та старших — 96,8 чоловіків також старших 18 років.
Середній дохід на одне домашнє господарство  становив 74 825 доларів США (медіана — 68 681), а середній дохід на одну сім'ю — 94 220 доларів (медіана — 93 333). За межею бідності перебувало 2,4 % осіб, у тому числі 0,0 % дітей у віці до 18 років та 9,5 % осіб у віці 65 років та старших.
Цивільне працевлаштоване населення становило 927 осіб. Основні галузі зайнятості: освіта, охорона здоров'я та соціальна допомога — 27,2 %, публічна адміністрація — 15,3 %, роздрібна торгівля — 11,5 %, транспорт — 10,8 %.